# Orumcekia
Orumcekia es un género de arañas araneomorfas pertenecientes a la familia Agelenidae. Se encuentra en Asia.

## Especies
Según The World Spider Catalog 12.0:
- Orumcekia gemata (Wang, 1994)
- Orumcekia jianhuii (Tang & Yin, 2002)
- Orumcekia lanna (Dankittipakul, Sonthichai & Wang, 2006)
- Orumcekia libo (Wang, 2003)
- Orumcekia mangshan (Zhang & Yin, 2001)
- Orumcekia pseudogemata (Xu & Li, 2007)
- Orumcekia satoi (Nishikawa, 2003)
- Orumcekia sigillata (Wang, 1994)
- Orumcekia subsigillata (Wang, 2003)